# Mark Leno
Mark Leno (Milwaukee, 24 de setembro de 1951) é um político norte-americano, atualmente senador estadual da Califórnia, onde representa o terceiro distrito senatorial da Califórnia, que inclui partes de San Francisco e do Condado de Sonoma, além da totalidade do Condado de Marin. Foi eleito em 2008 e é o primeiro homem abertamente gay a integrar o senado da Califórnia. Foi anteriormente um dos dois primeiros homens abertamente gays a integrar a Assembleia Legislativa da Califórnia.
Em 2005, Leno foi o autor da AB 849, um projeto de lei legalizando o casamento entre pessoas do mesmo sexo que tornou-se o primeiro projeto desse tipo a passar em uma casa legislativa nos Estados Unidos. O projeto foi aprovado tanto na Assembleia como no Senado da Califórnia, mas foi vetado pelo governador Arnold Schwarzenegger. Em 2007, Leno apresentou o AB 43, a lei de proteção ao casamento civil e liberdade religiosa, que também permitia o casamento entre pessoas do mesmo sexo. Novamente o projeto foi aprovado tanto na Assembleia como no Senado do estado, mas vetado pelo governador Schwarzenegger. O casamento entre pessoas do mesmo sexo foi legalizado pela Suprema Corte da Califórnia em uma decisão de maio de 2008, tornando-se efetiva em 16 de junho do mesmo ano. Em 4 de novembro do mesmo ano, foi aprovada pela população a Proposição 8, que entrou em vigor no dia seguinte, alterando a constituição do estado para restringir o casamento a pessoas de sexos opostos.